# Madame Yevonde
Madame Yevonde, egentligen Yevonde Cumbers Middleton, född 5 januari 1893, död 22 december 1975, var en brittisk fotograf och feminist som påbörjade sin karriär år 1914.